# Billy Talent
Billy Talent (abans coneguda com a Pezz, i de vegades escurçat com a BT) és un grup de rock alternatiu originari de Toronto, Canadà.

## Biografia
El seu primer nom, Pezz, fou demandat per un grup que ja tenía aquest nom, i després de la integració d'un nou baixista, van adoptar el nom Billy Talent, que prové d'un personatge de la novel·la Hard Core Logo. Aquest nom el van deixar clar en el seu primer àlbum, que porta el mateix nom.
El segon àlbum de la banda, Billy Talent II, es va publicar el 2006, quan el grup ja havia assolit un sorprenent èxit internacional. Van guanyar bastant premis, entre ells el de banda revelació de 2003.
El desembre de 2007 publiquen el seu primer àlbum en directe, Billy Talent 666, que conté 6 temes d'àudio de 3 dels seus concerts a Europa, inclòs el festival alemany Rock am Ring on van tocar davant de més de 85.000 persones.
Actualment són un dels grups amb major projecció i són coneguts a tot el món per haver fet gires amb grups com Rise Against, My Chemical Romance o Muse, i participant en molts dels festivals de referència de tot el món.

## Integrants
- Benjamín Kowalewicz - Veu
- Ian D'Sa - Guitarra, veu
- Jonathan Gallant - Baix, veu
- Aaron Solowoniuk - Batería

## Discografia

### Àlbums d'estudi
- Watoosh! - 1998 (com Pezz)
- Dudebox - 1995 (com Pezz)
- Demoluca - 1994 (com Pezz)

- Billy Talent - 2003
- Billy Talent II - 2006
- Billy Talent III - 2009
- Dead Silence - 2012
- Afraid Of Heights - 2016 (juliol)
- Crisis of Faith - 2022

### Àlbums en directe
- Live from the UK Sept./2006 - 2006
- 666 Live - 2007
- Live at Festhalle Frankfurt - 2023

### Àlbums recopilatoris
- Billy Talent - 10th Anniversary Edition - 2013
- Billy Talent - 10th Anniversary Rarities - 2013
- Billy Talent Hits - 2014
- Afraid of Heights (Deluxe Version) - 2016